# PCI-X

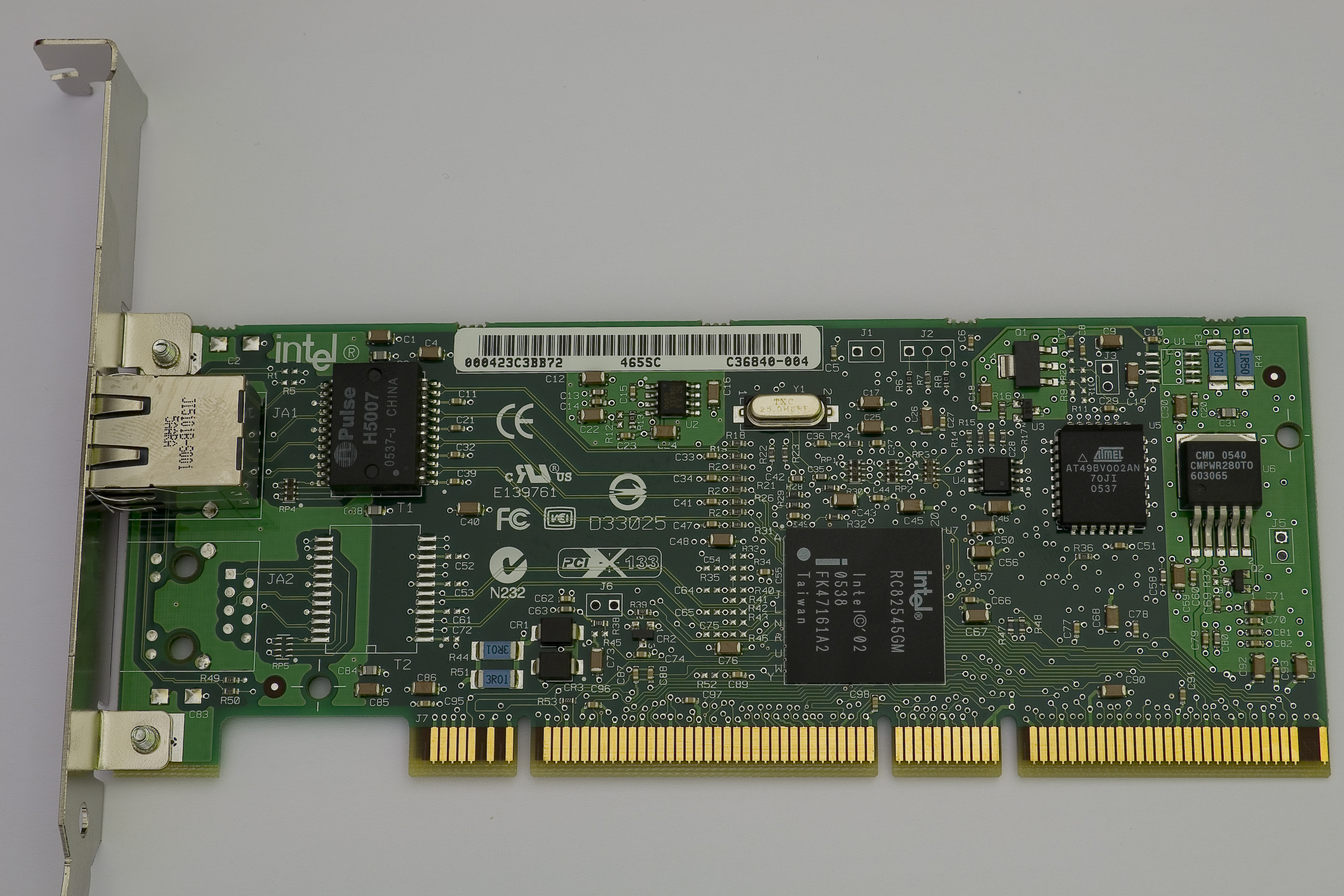
インテルのPCI-Xギガビット・イーサネットカード

PCI-Xとは、PCIをベースに、バスクロックの高速化を図った規格である。当初はコンパック（現ヒューレットパッカード）、ヒューレット・パッカード、IBMの3社、後にはインテルも加えた4社により提唱された。主にサーバやワークステーションで採用された。
PCI Expressは完全に別の規格である。

## 概要
PCIのバスクロックが33 MHz - 66 MHzであるのに対し、PCI-Xでは133 MHzへと2 - 4倍に引き上げられ、最大データ転送速度は一般的なPCI (32ビット 33 MHz) の133 MB/sと比べて8倍高速な半二重1.06 GB/sとなった。2002年にPCI-XはPCI-X 2.0に規格が拡張され、クロック当たりの2 - 4回のデータ転送に対応した。この為、バスクロックの引き上げはされなかったものの、実質266 MHz - 533 MHzに相当するデータ転送量となり、最大データ転送速度も半二重4.24 GB/sまで増加した。
従来のPCIに基づいたスロット・カードのうち、3.3 V動作に対応した物とは互換性もあり、PCI-XスロットにPCIカード、PCIスロットにPCI-Xカード、どちらの組み合わせも使用可能である。ただし、いずれの組み合わせにおいてもPCI互換モードとなるため、バスクロックは33 MHzないしは66 MHzが上限となる。
従来のPCIの互換性を引き継いだため、バス信号線のタイミングの問題はそのまま残されていた。そのためクロック上昇やバスのDDR化が進むと、64bitもの信号線のタイミング調整は非常にシビアなものとなってしまった。後継のPCI Expressが登場すると、サーバー・ワークステーション向けカードも次第にPCI Expressへと置き換えられていった。